# Alias Nick Beal
Alias Nick Beal é um filme estadunidense de 1949, do gênero suspense, dirigido por John Farrow e estrelado por Ray Milland e Audrey Totter. O filme é uma atualização do mito de Fausto, em que Milland, depois de fazer o sinistro Mark Bellis de So Evil My Love, aprofunda-se na vilania, agora no papel do próprio Diabo.

## Sinopse
Joseph Foster, honesto juiz distrital, candidata-se a governador pois assim terá mais condições de livrar a cidade dos criminosos que dela se apoderaram. Mas a Política é tortuosa e corrupta e para atingir seus objetivos ele aceita a ajuda de um tipo misterioso, o insinuante Nick Beal. Nick promete-lhe dinheiro, sucesso e mulheres, rápida e facilmente. Deslumbrado, Joseph inicia sua subida ao topo, na companhia da prostituta Donna Allen (na verdade, sócia de Nick). Só muito tarde, já tão corrompido quanto seus pares, é que ele percebe que vendera sua alma ao diabo.
Mas as forças do Bem intervêm para ajudá-lo, nas pessoas de sua abnegada esposa Martha e do Reverendo Thomas Garfield.

## Elenco
| Ator/Atriz      | Personagem                      |
| --------------- | ------------------------------- |
| Ray Milland     | Nick Beal                       |
| Audrey Totter   | Donna Allen                     |
| Thomas Mitchell | Joseph Foster                   |
| George Macready | Reverendo Thomas Garfield       |
| Fred Clark      | Frankie Faulkner                |
| Geraldine Wall  | Martha Foster                   |
| Henry O'Neill   | Juiz Ben Hobson                 |
| Darryl Hickman  | Larry Price                     |
| Nestor paiva    | Karl                            |
| King Donovan    | Peter Wolfe                     |
| Pat O'Malley    | Homem no comitê (não creditado) |
| Al Ferguson     | Pedestre (não creditado)        |
| Stuart Holmes   | Ministro (não creditado)        |